# 南门关街道
南门关街道，是中华人民共和国贵州省遵义市红花岗区下辖的一个乡镇级行政单位。

## 行政区划
南门关街道下辖以下地区：
南舟社区、海风社区、贵绳社区、兰家堡社区和电厂社区。